# 克羅斯比頓 (德克薩斯州)
克羅斯比頓（英語：Crosbyton）是一個位於美國德克薩斯州克羅斯比縣的城市。根據2010年美國人口普查，該地共人口1741人，而該地的面積約為5.50平方千米。同時該地也是克羅斯比縣的縣治。

## 地理
克羅斯比頓的座標為33°39′24″N 101°14′20″W / 33.65667°N 101.23889°W，而該地的平均海拔高度為921米（即3022英尺）。